# Koprivnik (priimek)
Koprivnik je priimek več znanih Slovencev:
- Igor Koprivnik - Biggl (*1956), glasbenik, kantavtor, slikar-samouk
- Ivan Koprivnik (1900—1944), zdravnik kirurg v Mariboru
- Janez Koprivnik (1849—1912), učitelj, publicist in pisatelj
- Vesna Koprivnik, arheologinja, muzejska svetovalka (Maribor)
- Vojko Koprivnik (1887—1949), gozdar, pravnik, publicist, lovec
- Zora Koprivnik, prevajalka iz francoščine
- Žan Koprivnik, igralec